# Beatrice Vitoldi
Beatrice Vitoldi (Salerno, 15 dicembre 1895 – Urss, novembre 1939) è stata un'attrice e diplomatica italiana naturalizzata sovietica.

## Biografia
Nasce a Salerno nel 1895. A cinque anni emigra con la famiglia a Riga, dove il padre lavorava come ingegnere per la Russisch-Baltischen Waggonfabrik. La famiglia si trasferisce poi a San Pietroburgo a causa degli impegni lavorativi del padre in una fabbrica di macchine utensili.
Interessata all'arte e alla politica, incontra numerosi bolscevichi, tra i quali Sergej Michajlovič Ėjzenštejn. Partecipa attivamente alla rivoluzione d'ottobre e in seguito lavora come segretaria per il Proletkult. Nel 1925 interpreta il ruolo della madre nella celebre scena della scalinata di Odessa nella Corazzata Potëmkin di Ėjzenštejn. È il suo unico ruolo cinematografico ma il successo del film le regala grande notorietà in Unione Sovietica.
Dal 1931 lavora all'ambasciata sovietica in Italia. Nel 1937 viene richiamata a Mosca, dove è arrestata e condannata a morte durante le grandi purghe. Come per molte altre vittime delle purghe, le circostanze precise della sua morte restano ancora oscure.

## Curiosità
A Beatrice Vitoldi è stato intitolato il premio Miglior Recitazione all'interno del Festival "Salerno in CORTOcircuito", rassegna cinematografica indipendente.